# Kelisia creticola
Kelisia creticola är en insektsart som beskrevs av Asche 1982. Kelisia creticola ingår i släktet Kelisia och familjen sporrstritar.
Artens utbredningsområde är Grekland. Inga underarter finns listade i Catalogue of Life.